# Surenas

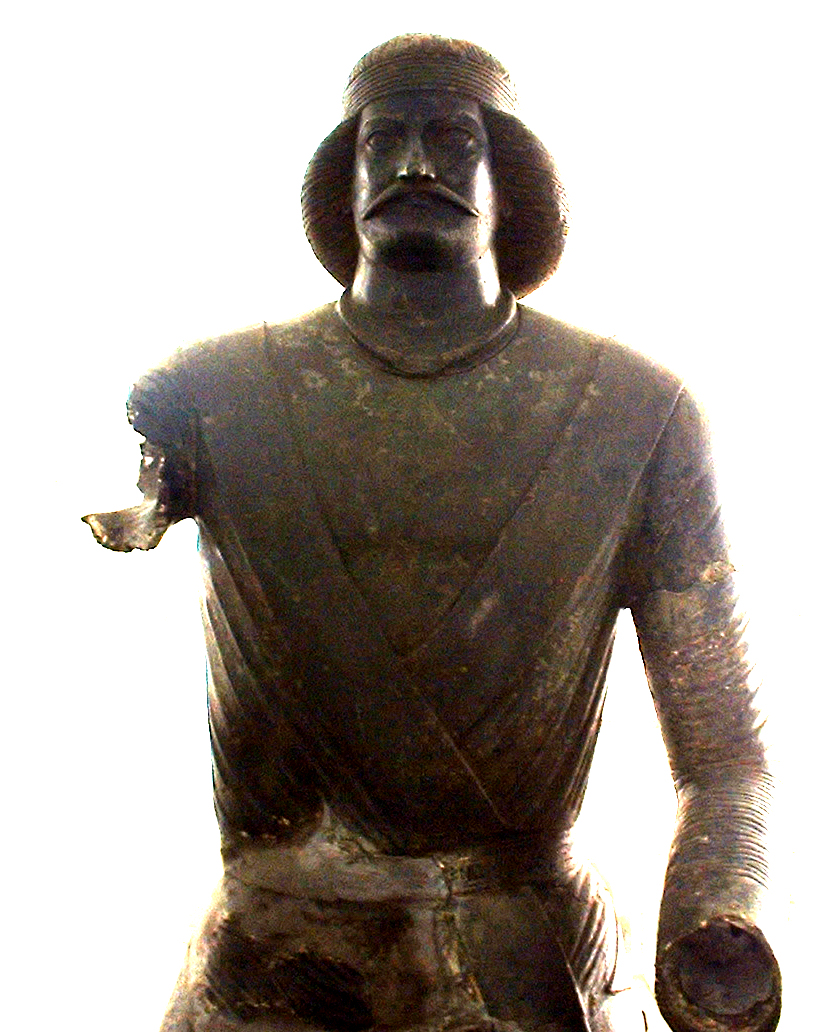
Bronzen beeld van een Parthisch legeraanvoerder, mogelijk Surenas
Nationaal Museum van Iran

Surenas (ca. 84 – 52 v.Chr.) was een Parthisch generaal, die in de Slag bij Carrhae een grote overwinning behaalde op de Romeinen.
Surenas (de Latijnse schrijfwijze voor Suren) behoorde tot de familie met dezelfde naam, een van de belangrijkste families uit de Parthische aristocratie. Zijn familie was afkomstig uit het district Sistan in het oosten van het Parthische rijk. Volgens Plutarchus was Surenas een bijzonder rijk man, die op zijn tochten vergezeld werd door een grote karavaan.
In 57 v.Chr. ontstond er in het Parthische Rijk een strijd om de troonopvolging tussen Orodes II en zijn broer Mithridates III. Toen Mithridates in 54 v.Chr. probeerde Parthië te veroveren, dreef Surenas, die in dienst was van Orodes II, hem zozeer in het nauw dat Mithridates zich gedwongen zag zich over te geven.
Een jaar later, in 53 v.Chr., stak Crassus met een groot Romeins leger de Eufraat over om Parthië te veroveren. Tegelijkertijd vielen de Armeniërs Parthië binnen. Orodes besloot zijn leger in tweeën te delen. Zelf voerde hij het bevel over een deel van het leger in de strijd tegen de Armeniërs, Surenas gaf hij het bevel over het deel van het leger dat de Romeinen moest tegenhouden. De legers van de Parthen en de Romeinen troffen elkaar bij het plaatsje Carrhae. In de Slag bij Carrhae die daarop losbarstte waren Surenas' troepen weliswaar sterk in de minderheid, maar toch brachten zij de Romeinen een verpletterende nederlaag toe. De Romeinse legionairs die de slachting overleefden, vluchtten naar Syrië.
Door de grote overwinning in de Slag bij Carrhae was Surenas een gevierd man in het Parthische rijk, zozeer dat Orodes vreesde dat Surenas hem van de troon zou kunnen stoten. Daarom liet hij hem een jaar later ter dood brengen.
De familie van Surenas bleef nog lang een van de belangrijkste families. Zolang de dynastie van de Arsaciden nog bestond, had de familie van Surenas het recht de koning te kronen. Bij de opstand van de Sassaniden (3e eeuw na Chr.) koos de familie de zijde van de nieuwe machthebbers. Tot in de 9e eeuw na Chr. is de familie van Surenas traceerbaar.